# LOL
LOL је израз који се користи на интернет форумима, четовима и причаоницама као знак за смејање. То је скраћеница за „Laughing Out Loud” (понекад и „Lots of Laugh”) што на српском значи „смејем се наглас” и у другом случају, буквално преведено, „пуно се смејем”. Многи га користе због мале удаљености слова L и O на тастатури.